# 倫敦銀行同業拆放利率

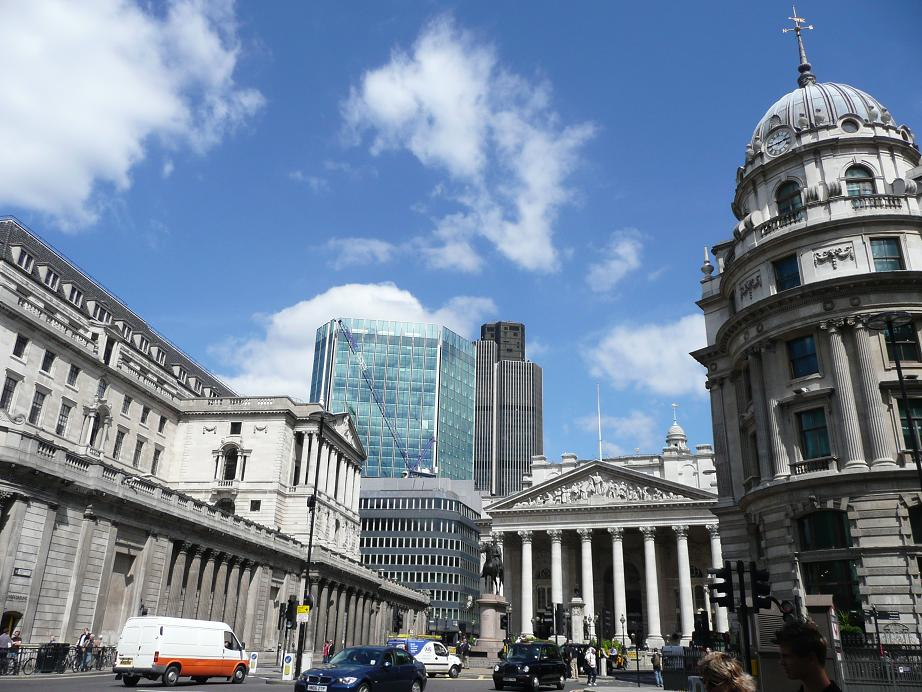
Libor的名字来自伦敦金融城。

倫敦銀行同業拆放利率，或稱倫敦銀行間拆款利率、倫敦銀行同業拆款利率，是一個英國銀行同業之間的短期資金借貸款的成本，原來由英國銀行家協會（英語：British Bankers' Association）按其選定的一批銀行，於倫敦貨幣市場報出的銀行同業拆放利率，計算出平均指標利率。此指針利率，每個銀行營業日都可能不同。
因2012年的醜聞，自2014年2月1日起，英國銀行家協會的角色由洲際交易所集團（英語：ICE）屬下的ICE Benchmark Administration Limited（英語：IBA）所取代。英國金融行為監管局（簡稱FCA）宣布自2022年起不再要求銀行提供倫敦銀行同業拆放利率，使其將走入歷史。
在一家銀行內，有兩個利率，拆入利率（英語：Bid Rate）是成本，拆出利率（英語：Offered Rate）是收入。

## LIBOR退出安排
在2017年7月27日，英国负责监管LIBOR的金融监管机关金融行为监管局（Financial Conduct Authority）宣布LIBOR的指标管理者及同业银行自愿在2021年结束前继续提供LIBOR利率。
在此之后，不同的货币可以采用不同的基准利率。就美元而言，美国的联邦替代参照利率委员会（Alternative Reference Rates Committee）推荐采用SOFR（Secured Overnight Financing Rate，担保隔夜融资利率）。该利率自2019年4月以来已上线提供。
就英镑而言，有SONIA (Sterling Overnight Index Average，英镑隔夜指数均值)；就欧元而言，有欧元短期利率 (€STR)。日圓則有TONA（日圓無擔保隔夜利率，或稱東京隔夜平均利率）。
世界各大金融监管机关希望金融机构主动作出LIBOR退出后采取无风险利率的准备。金融行为监管局和审慎监管局（Prudential Regulation Authority）在2018年的一封邮件里已首先要求公司采取行动准备LIBOR退出安排。
欧洲中央银行随后也采取了类似的行动。

## 相關
- 香港銀行同業拆息（英語：HIBOR）
- 新加坡銀行同業拆息（英語：SIBOR）
- 上海銀行間同業拆放利率（英語：SHIBOR）
- 擔保隔夜融資利率（SOFR）
- 日圓無擔保隔夜利率（TONA）

## 外部連結
- BBALIBOR.COM （页面存档备份，存于）, including historical worldwide rates, on the British Bankers' Association website
- StockQ國際股市指數 （页面存档备份，存于）
- 英國銀行家協會的網址
- LIBOR Historical Chart & Graph on MoneyCafe.com （页面存档备份，存于）
- A complete history of the daily WSJ LIBOR (USD) （页面存档备份，存于） and the monthly FNMA LIBOR （页面存档备份，存于）